# Stenhomalus pallidus
Stenhomalus pallidus är en skalbaggsart som beskrevs av J. Linsley Gressitt 1935. Stenhomalus pallidus ingår i släktet Stenhomalus och familjen långhorningar. Inga underarter finns listade i Catalogue of Life.